# Batalla de Komarów
La batalla de Komarów, també anomenada batalla de Tomaszów, va tenir lloc durant la Primera Guerra Mundial, del 26 d'agost al 2 de setembre de 1914, als voltants de Komarów a prop de Zamość, a Polònia actual. Les forces austrohongareses van derrotar les forces russes.

## Context
El pla Schlieffen preveia que el front de l'Est seria poc actiu al començament del conflicte però Helmuth von Moltke i Conrad von Hötzendorf decideixin de forçar l'ofensiva contra els russos, tement que aquests no facin un atac i entrin a Silèsia. Les forces dels Imperis centrals no tenien l'avantatge del nombre però estaven millor equipades i tenien el suport d'una xarxa de transports (Deutsche Reichsbahn i Companyia dels ferrocarrils de l'Estat austríac) més eficaç. La tria és una ofensiva alemanya sobre Varsòvia des de Silèsia, i austrohongaresa al sud de Polònia, tenallant la Polònia russa.
El 1r exèrcit austrohongarès, sota les ordres de Viktor von Dankl, obre les hostilitats i venç a la batalla de Krasnik; llavors és el torn del 4t exèrcit austrohongarès, més a l'est, de prendre l'ofensiva.

## Comandament

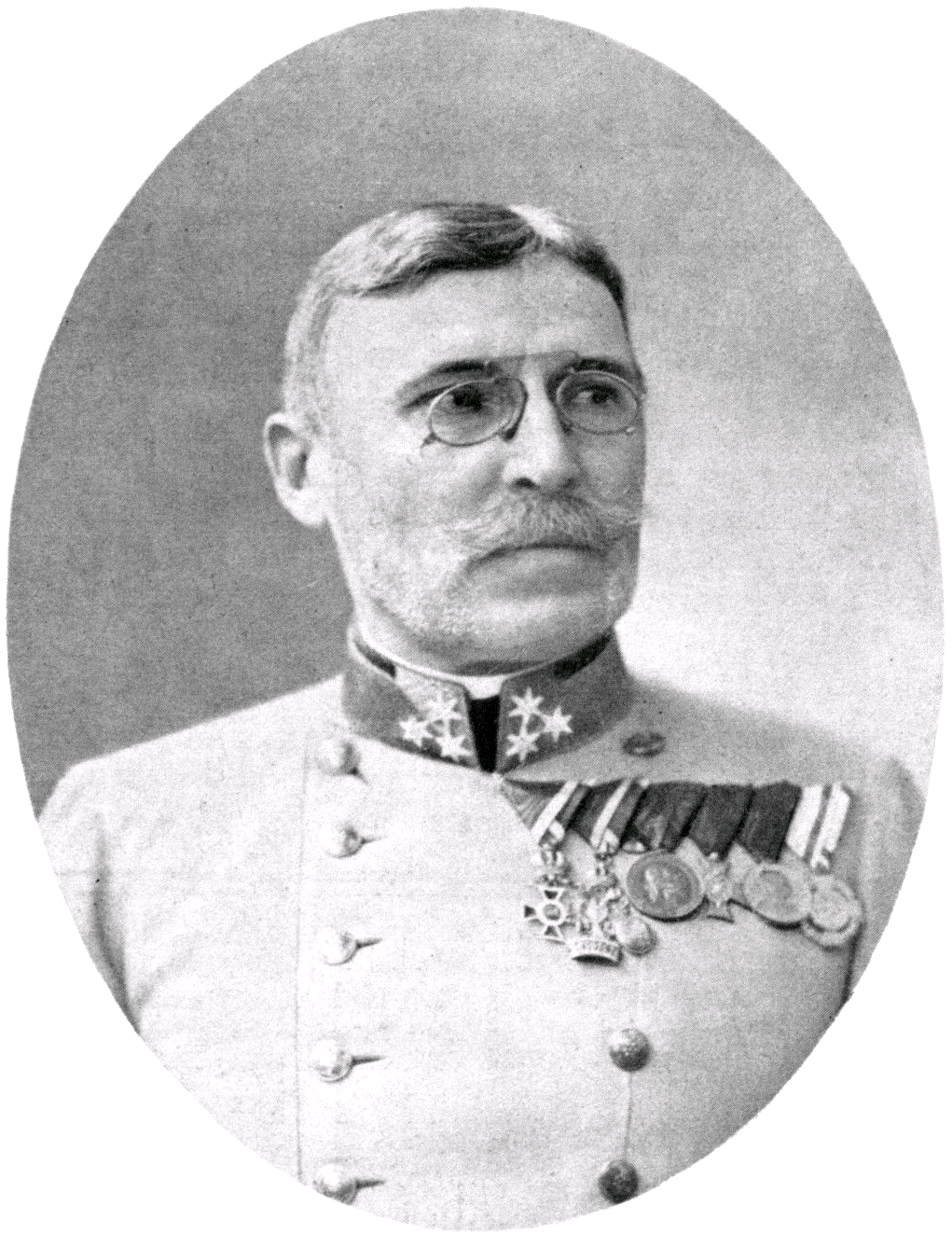
General Moritz von Auffenberg l'any 1914

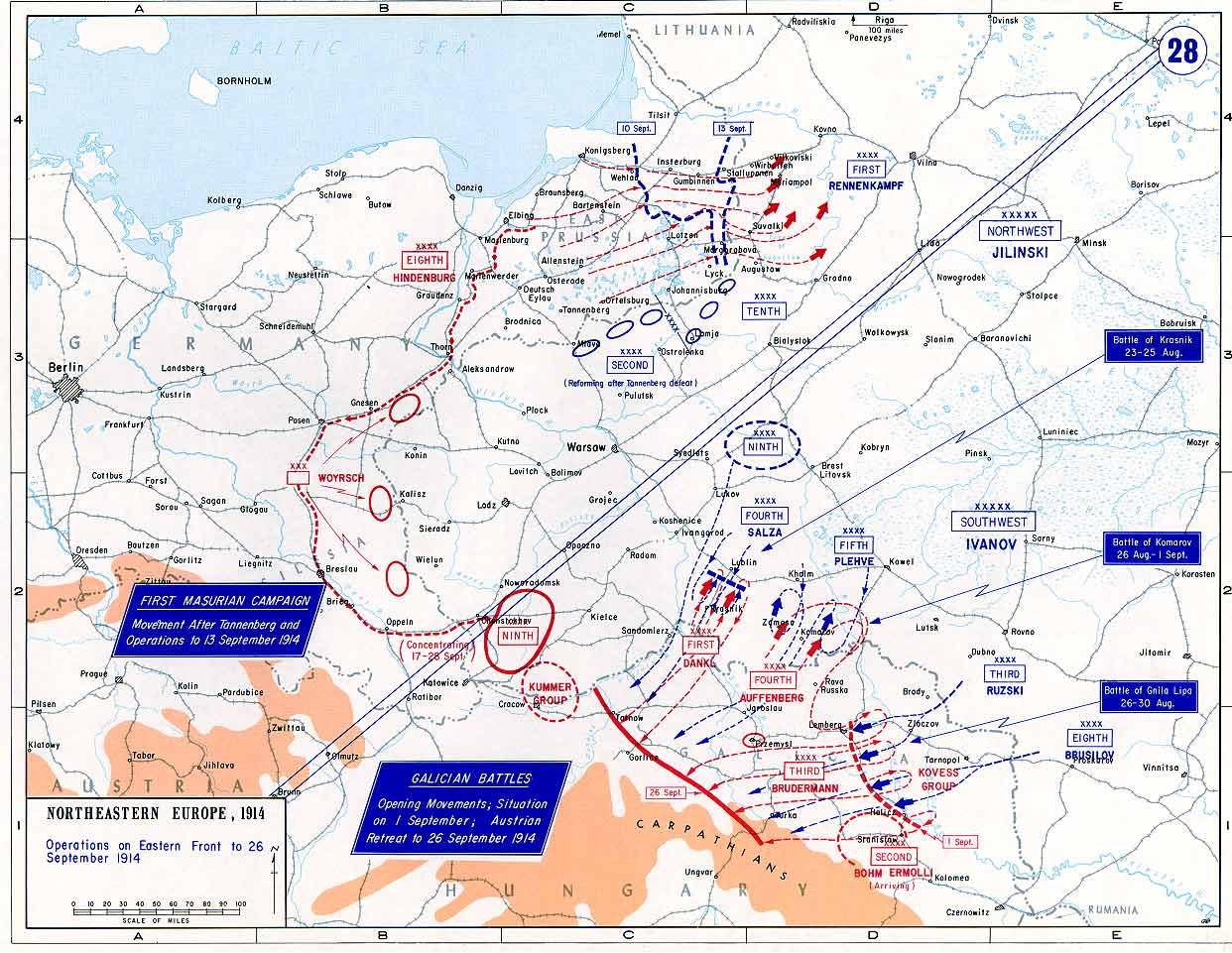
Front de l'Est l'any 1914: a la part sud, el front de Galítzia, teatre de la batalla.

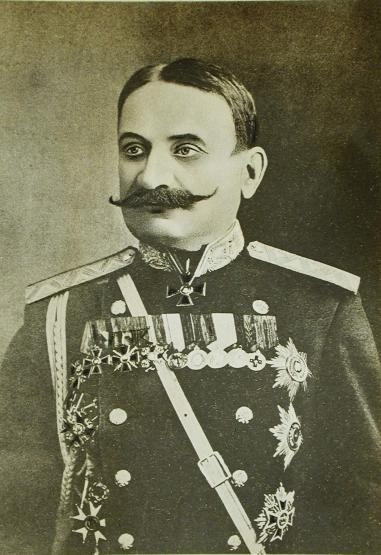
General Pavel von Plehve

### Austrohongaresos
El 4a exèrcit, dissenyat per Conrad von Hötzendorf per a aquesta ofensiva, és comandat per Moritz von Auffenberg, un organitzador d'alta volada, però la falta de coordinació dels exèrcits austrohongaresos entre elles i amb l'exèrcit alemany limitaran els seus resultats.

### Russos
El cinquè exèrcit rus està comandat per Pavel von Plehve, un noble alemany-bàltic que serveix Rússia amb lleialtat i eficàcia. Malgrat el seu contratemps en aquesta batalla, conservarà la confiança del poder imperial i comandarà les forces russes durant la batalla de Lodz (novembre-desembre de 1914) i la batalla dels llacs de Masuria (febrer de 1915)

## Forces presents

### Austro-Hongaresos
Exèrcit professional, les forces de Auffenberg es componen de 12 divisions d'infanteria i de tres de cavalleria, aquesta última és l'arma per excel·lència i tres dels cinc generals sota el seu comandament en provenen. La moral és en un alt nivell en aquest inici de conflicte.

### Russos
El general Plehve disposa de forces superiors en nombre amb una forta cavalleria, sobretot cosacs, i pot amenaçar els flancs de Auffenberg. La moral russa està també a un alt nivell. El punt fluix d'aquest exèrcit és el proveïment i l'equipament.

## Batalla
El 26 d'agost, els Austrohongaresos avancen en ordre i després de la batalla de Krasnik, von Plehve es veu amenaçat per la seva dreta i forçat a retrocedir. Durant la seva retirada, perd més de 20.000 soldats, en gran part fets presoners.

## Conseqüències
L'embranzida a Polònia de Conrad von Hötzendorf es va veure provisionalment coronada d'èxit mentre al nord del front, la victòria alemanya de Tannenberg deixa els russos en dificultats, retrocedint sobre tot el front amb pesades pèrdues, i que sobre el front de l'Oest, el pla Schlieffen sembla desenvolupar-se millor. Aquests èxits deixen els austrohongaresos molt confiats.
Però la dreta austrohongaresa no pot arribar als pantans de Pinsk (Riu Prípiat); igualment l'ofensiva austrohongaresa del front de Sèrbia és un fracàs complet. La batalla de Rava-Rouska (6-11 de setembre) va marcar la fi de l'eufòria i la sortida desastrosa de la primera Campanya de Galítzia.